# Martin Schäfer (Politiker, 1951)

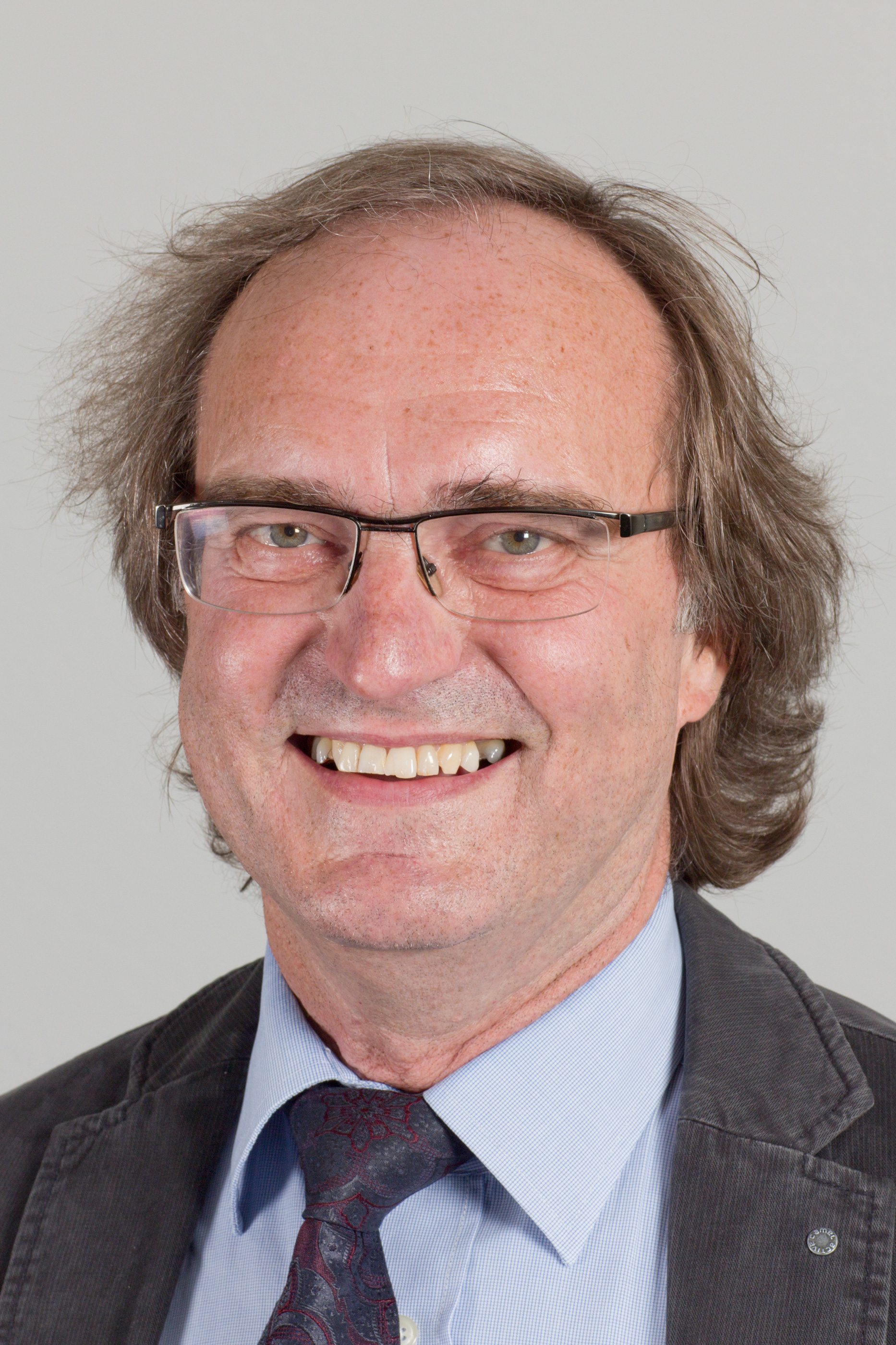
Martin Schäfer

Martin Schäfer (* 12. November 1951 in Schloßau) ist ein deutscher Politiker der SPD. Von 1997 bis 2015 war er Mitglied der Hamburgischen Bürgerschaft.

## Persönlicher Werdegang
Schäfer ist der Sohn eines Elektrikers und einer Schneiderin und wuchs in Schloßau – ein Ortsteil von Mudau – im badischen Odenwald auf. In den Jahren 1958 bis 1962 besuchte Schäfer die örtliche Volksschule und ab 1962 das Hohenstaufengymnasium in Eberbach. Nach dem Abitur (1970) absolvierte er ein Mathematikstudium an der Universität Karlsruhe, siedelte im Jahr  1979 nach Hamburg über und promovierte 1984 zum Dr. rer. pol., danach arbeitete er als Wissenschaftlicher Mitarbeiter an der Helmut-Schmidt-Universität (Universität der Bundeswehr Hamburg), wo er im Bereich Mathematik und Statistik tätig war. Zudem war Schäfer wissenschaftlicher Mitarbeiter am Bundeswehr-Krankenhaus mit Fachgebiet Drogenpolitik. Heute ist Schäfer Rentner.

## Politik
Schäfer trat im Jahr 1975 in die SPD ein. 1980 wurde er in den Juso-Vorstand des Bezirks Nord gewählt und bekleidete danach mehrere Parteiämter.
Seit dem 8. Oktober 1997 war er Mitglied der Hamburgischen Bürgerschaft. Dort war er für seine Fraktion Mitglied im Gesundheitsausschuss, Innenausschuss sowie im Unterausschuss Prüfung der Haushaltsrechnung. Darüber hinaus gehörte er dem Kontrollgremium Verfassungsschutz an. Außerdem war Schäfer ständiger Vertreter im Haushaltsausschuss. Sein politischer Arbeitsschwerpunkt war die Gesundheitspolitik; seit 2010 war er gesundheitspolitischer Sprecher seiner Fraktion sowie von 2004 bis 2008 und dann wieder ab 2012 stellvertretender Fraktionsvorsitzender. Nachdem Schäfer bei der Bürgerschaftswahl 2008 und bei der Bürgerschaftswahl 2011 direkt über Wahlkreisstimmen im Wahlkreis Rotherbaum – Harvestehude – Eimsbüttel-Ost gewählt worden war, kandidierte er bei der Bürgerschaftswahl 2015 auf Platz 32 der Landesliste, verpasste jedoch den erneuten Einzug in die Bürgerschaft.

## Sonstiges
Schäfer ist seit 1979 Mitglied der Gewerkschaft Öffentliche Dienste, Transport und Verkehr (ÖTV), später in der Nachfolgeorganisation Ver.di. Zudem ist er im Vorstand des Arbeiter-Samariter-Bundes Hamburg.

## Veröffentlichungen
- Schäfer, Martin: Optimaler Ressourcenabbau bei unterschiedlichen Marktformen. Dissertation an der Hochschule der Bundeswehr Hamburg, 1984.
- Schäfer, Martin: Resource Extraction and Market Structure, Springer Nature, 1986, ISBN 978-0-387-16081-8